# Haycock (Pennsylvania)
Haycock  è una township degli Stati Uniti d'America, nella contea di Bucks nello Stato della Pennsylvania. Secondo il censimento del 2010 la popolazione è di 2.225 abitanti.

## Società

### Evoluzione demografica
La composizione etnica vede una maggioranza di quella bianca (97,99%), seguita dagli asiatici (0,91%) dati del 2000.
| township di Haycock Popolazione |       |
| 2000                            | 2.191 |
| 2010                            | 2.225 |